# Krokodyl australijski

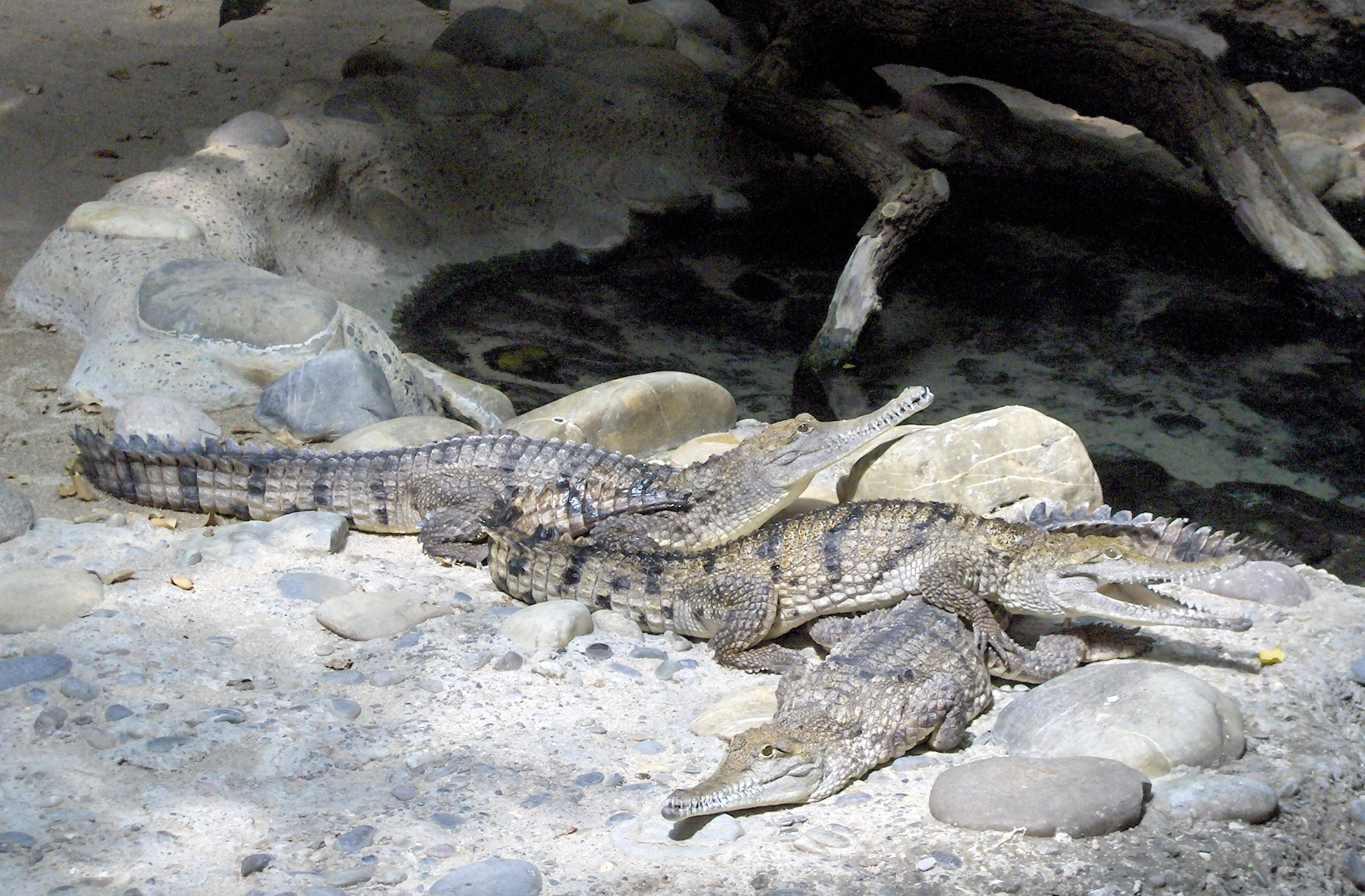
Młode krokodyla australijskiego

Krokodyl australijski, krokodyl Johnstona, australijski krokodyl słodkowodny (Crocodylus johnsoni) – gatunek gada z rodziny krokodylowatych (krokodyle właściwe). Nie jest uważany za niebezpieczny dla ludzi.
OpisWąski pysk zwężający się ku końcowi jest wyposażony w liczne ostre zęby. Ubarwienie ciała jasnobrązowe z ciemniejszymi miejscami na ciele i ogonie, drobniejsze na szyi i nakrapiane na pysku w różnym stopniu u różnych osobników. Tarcze kostne na ciele są stosunkowo duże.
RozmiaryDługość do 2,5 do 3 m (samiec), 2,0 do 2,1 m (samica).
 Masa ciała kg.
BiotopSłodkowodne jeziora, baseny powstałe po ustępującej powodzi oraz bagna. Także niezasolone górne odcinki rzek i zatoczki. Chociaż toleruje słoną wodę to zdecydowanie jej unika, gdyż tam musiałby konkurować z krokodylem różańcowym.
PokarmKształt pyska, podobny jak ma gawial gangesowy, wskazuje przystosowanie do chwytania ryb. Oprócz nich różne bezkręgowce i małe kręgowce: ptaki, nietoperze, gady, płazy, ssaki.
ZachowanieChwyta zdobycz błyskawicznym ruchem głowy w bok. W czasie pory suchej kiedy brakuje zdobyczy długo głoduje.
RozmnażanieSamce dojrzewają przy ok. 1,5 m długości, a samice przy nieznacznie mniejszej. Zaloty rozpoczynają się na początku pory suchej (ok. maja), a składanie jaj ma miejsce między lipcem a wrześniem. Samice kopią gniazda 12 do 20 cm głębokie w łachach piasku pozostawionych przez ustępującą wodę pory deszczowej, do których składają od 4 do 20, a przeciętnie 13 jaj. Okres wylęgania trwa zazwyczaj od 75 do 85 dni (maksymalnie 65 do 95 dni). Pod koniec okresu wylęgania samice powracają do gniazd i czekają na wołanie wylęgniętych młodych. Przenoszą wylęgnięte młode do wody w pyskach. Samice chronią młode przez pewien okres.
WystępowaniePółnocna Australia (Terytorium Północne, Queensland i Australia Zachodnia). Szacowana dzika populacja wynosi od 50.000 do 100.000 osobników.